# Тета-хілінг
Тета-хілінг (також Theta Healing) — є зареєстрованою товарний знак методу медитації, створеного Віанною Стібал у 1995 році. Її послідовники стверджують, що метод вчить людей розвивати природну інтуїцію, змінюючи свій ритм головного мозку до тета-хвиль, які, на думку творця методу, впливають на «емоційну енергію» і виліковують людину.
Тета-хілінг є псевдонауковою практикою, тому її критикують за езотеричний підхід до медитації.

## Процес медитації
Тета-Хілінг зазвичай проводиться у формі окремих сесій, на яких тета-практик сидить прямо навпроти людини, вислуховує людину, використовує діагностичні питання. Сеанс може бути проведений і дистанційно по телефону або через Інтернет за допомогою вебкамери і голосового зв'язку. Техніка тета-хілінга заснована на теорії, що переконання у свідомому і несвідомому стані людини безпосередньо впливають на її емоційне благополуччя, що може впливати на фізичне здоров'я. Тета-практик використовує метод медитації, який налаштовується на енергію людини з метою поліпшити її загальне самопочуття і здоров'я шляхом звільнення, як стверджує Віанна Стайбл, від негативних переживань, блокування розумових патернів або генетично успадкованих патернів для створення позитивного емоційного благополуччя.
Медитуючи, людина нібито отримує доступ до Творця, який і допомагає миттєво вилікуватися від будь-яких хвороб і прибрати негативні переживання.
Техніку тета-хілінга завжди вчать використовувати в поєднанні з традиційною медициною.

### Навчання
Існують різні рівні навчання тета-хілінгу, такі як: базовий, просунутий і так далі. Вони дають право тета-практикам користуватися методом.

## Філософія
Основа філософії тета-хілінга — це винайдене Віанною Стайбл поняття «сім планів існування». За її словами, ці плани існування відкривають доступ до «Творця всього».
Тета-хвилі нібито налаштовуються на контакт з Творцем, енергією Всього Сущого, яка виліковує хвороби.
Згідно з тета-хілінгом, усі тета-практики та інструктори техніки повинні бути максимально відкриті для всіх людей, приймати їх, незалежно від походження людини або релігії.

## Критика
Філософію тета-хілінга критикують за її езотеричну основу, подобу вірування, ніж наукового методу, а також за відсутність доказів якої б то не було ефективності
Авторка методу, Віанна Стайбл, була засуджена за шахрайство, за порушення контракту і була засуджена до штрафу судом штату Айдахо.
Зокрема в 2016 році Стайбл заплатила штрафи за шахрайство в розмірі 17 000 доларів, 111 000 доларів за порушення контракту і 100 000 доларів за фальшивий ступінь доктора філософії в галузі тета-зцілення.